# Pena de morte na Mongólia

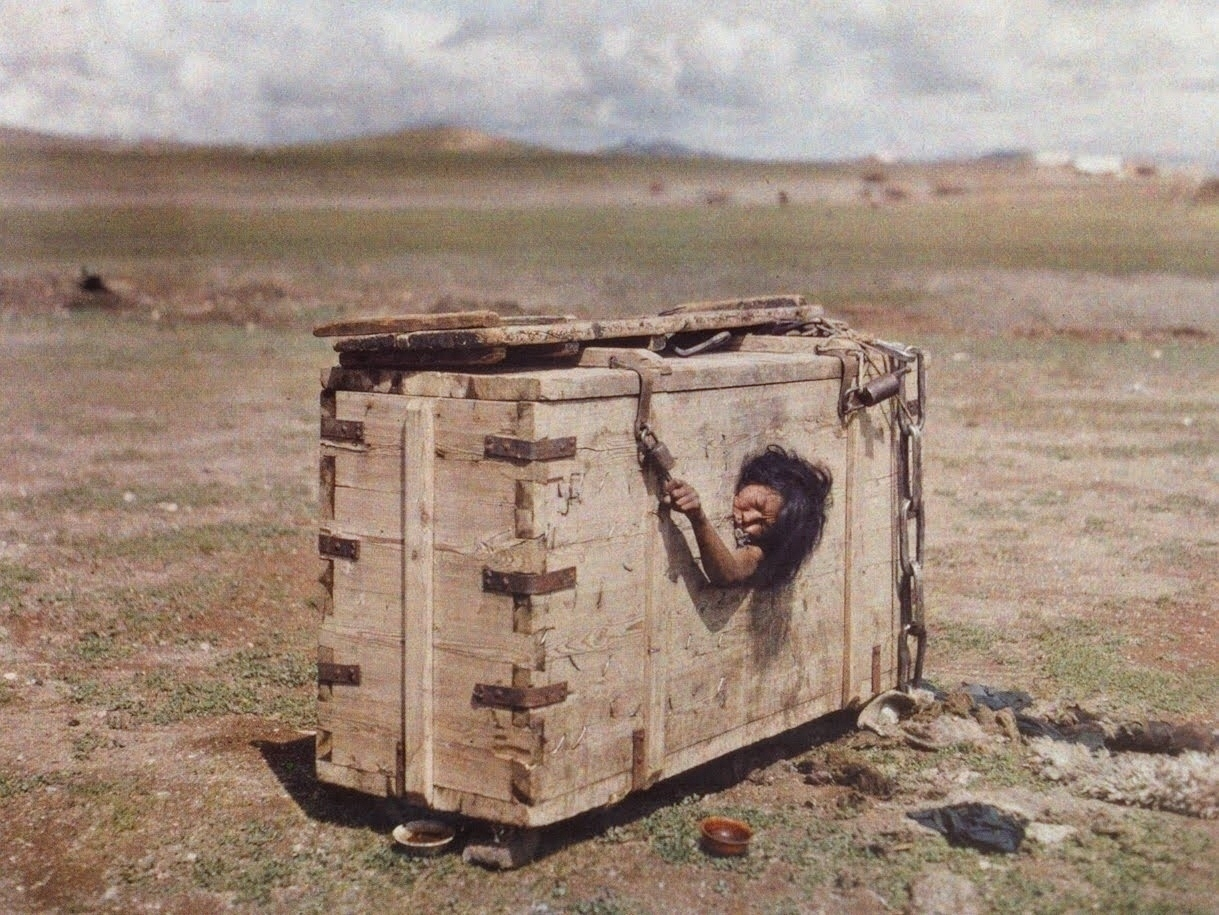
Uma mulher mongol foi submetida ao confinamento em uma caixa de madeira até a morte por inanição, em julho de 1913, como forma de penalização por transgressão criminosa

A pena de morte foi abolida na Mongólia desde 2016, após uma moratória anterior de oito anos.

## Uso histórico
No momento da abolição, havia cinco crimes passíveis de pena de morte: "atos terroristas cometidos para fins políticos; atos terroristas contra representantes de um Estado estrangeiro para fins políticos; sabotagem; assassinato premeditado cometido com circunstâncias agravantes; e estupro com circunstâncias agravantes" " Somente homens de 18 a 60 anos na época do crime poderiam ser executados; as mulheres não estavam sujeitas à pena de morte. Desde então, o governo aboliu a pena de morte para todos os crimes. 
Segundo a Anistia Internacional, a Mongólia, como China, Vietnã, Malásia e Cingapura, praticava execuções em segredo. A família do preso não seria informada da data da execução, nem do local do enterro. Havia 45 pessoas condenadas à morte em 2007, mas o número de execuções não foi revelado pelas autoridades. Pensa-se que cinco pessoas foram executadas em 2008. 

## Métodos
A imposição era um método histórico ainda usado no início do século XX na Mongólia. O método moderno de execução era uma bala no pescoço.

## Moratória
Em junho de 2009, Tsakhiagiin Elbegdorj, um abolicionista, foi eleito Presidente da Mongólia. Ele começou a usar sua prerrogativa de perdão para impedir a aplicação da pena de morte. Em 14 de janeiro de 2010, ele anunciou que passaria a usar sua prerrogativa para perdoar todas as pessoas condenadas à morte. Ele afirmou que a maioria dos países do mundo havia abolido a pena de morte e que a Mongólia deveria seguir seu exemplo; ele sugeriu que fosse substituída por uma sentença de 30 anos de prisão. A decisão foi controversa; quando Elbegdorj o anunciou no Parlamento, um número significativo de representantes optou por não aplaudir habitualmente após um discurso presidencial. 
Le Monde, no entanto, observou que o presidente Elbegdorj "pode achar muito mais difícil" abolir a pena de morte na lei, acrescentando que ela poderá ser aplicada novamente se Elbegdorj não for reeleito. Elbegdorj venceu a eleição presidencial de 2013 em 26 de junho de 2013 e seu segundo mandato presidencial decorre de 10 de julho de 2013 a junho ou julho de 2017. 

## Abolição
Em 5 de janeiro de 2012, "uma grande maioria de deputados" adotou um projeto de lei que visa abolir a pena de morte. Após dois anos sob a moratória oficial, o Grande Khural do Estado assinou formalmente o Segundo Protocolo Opcional ao Pacto Internacional sobre Direitos Civis e Políticos. Isso torna a Mongólia abolicionista porque, de acordo com os parágrafos 1 e 2 do artigo 1 do Pacto, “ninguém dentro da jurisdição de um Estado Parte no presente Protocolo será executado” e “Cada Estado Parte adotará todas as medidas necessárias para abolir o pena de morte dentro de sua jurisdição.” 
A pena de morte foi formalmente removida dos estatutos por uma lei de 2015, que entrou em vigor em 1º de julho de 2016. A Mongólia é um dos últimos estados do Bloco Oriental (não incluindo a Europa Oriental) a abolir a pena de morte. 

## Passos para a reintegração
Em 16 de outubro de 2017, o recém-eleito presidente Khaltmaagiin Battulga anunciou que havia criado um grupo de especialistas para restabelecer a pena de morte por assassinato premeditado cometido com circunstâncias agravantes e estupro com circunstâncias agravantes. No final de novembro, ele encaminhou sua proposta ao ministério da justiça e assuntos internos. Em 2 de abril de 2018, a equipe presidencial anunciou que o presidente entregaria uma proposta nesse sentido ao parlamento em abril.